# Uwajima, Ehime
Uwajima (宇和島市 Uwajima-shi) là một thành phố thuộc tỉnh Ehime, Nhật Bản.

## Thư viện ảnh

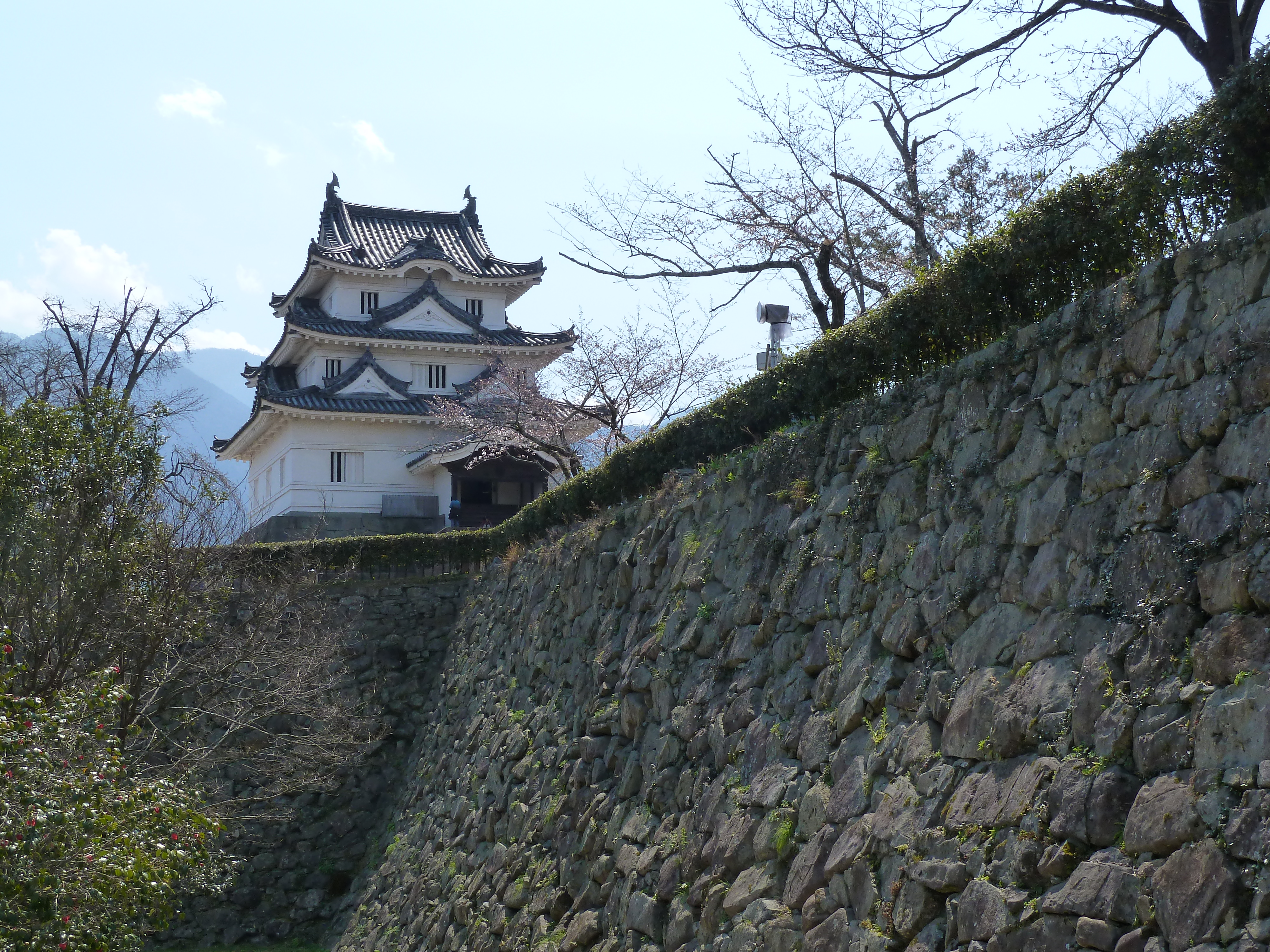
宇和島城
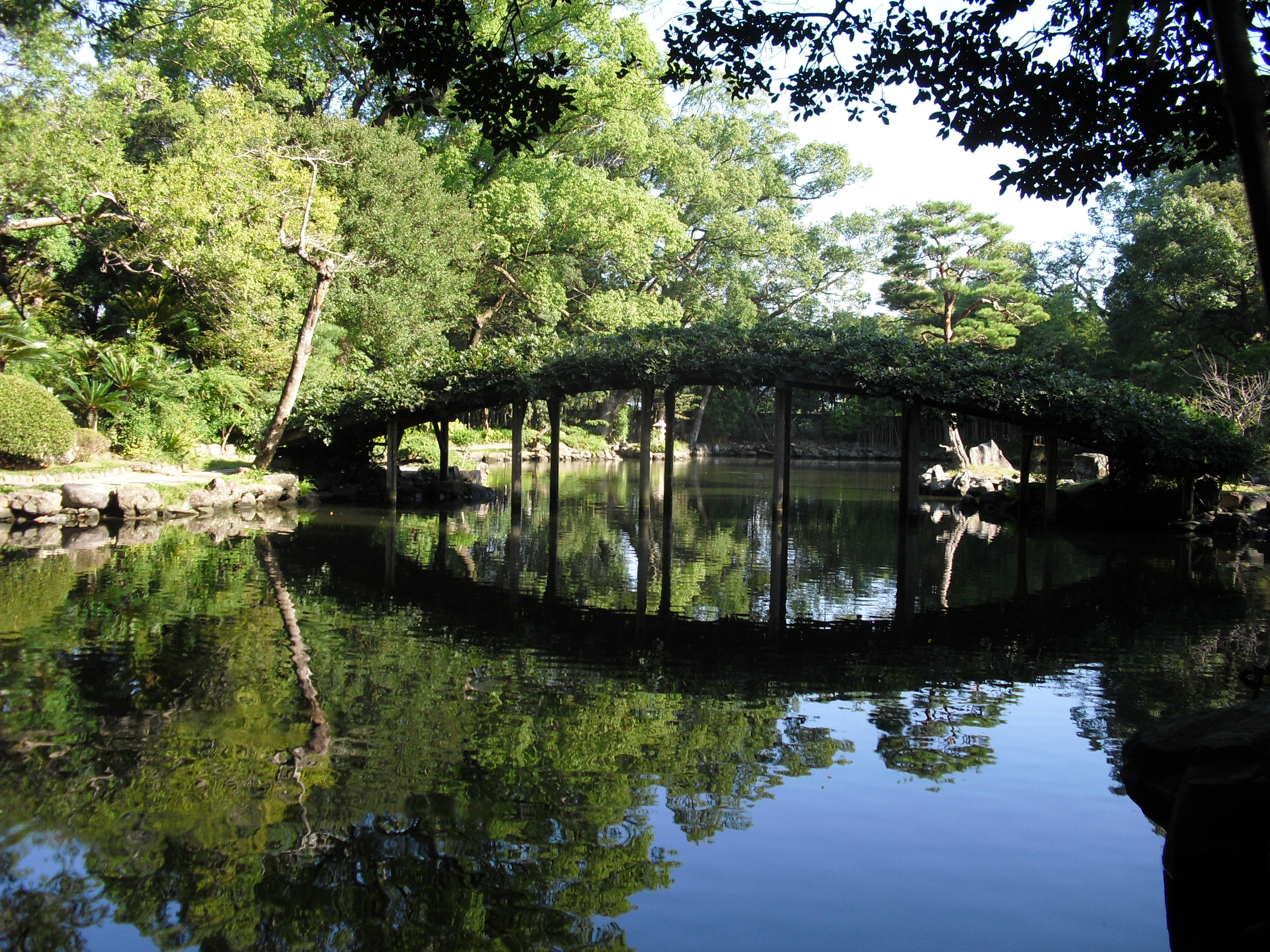
天赦園
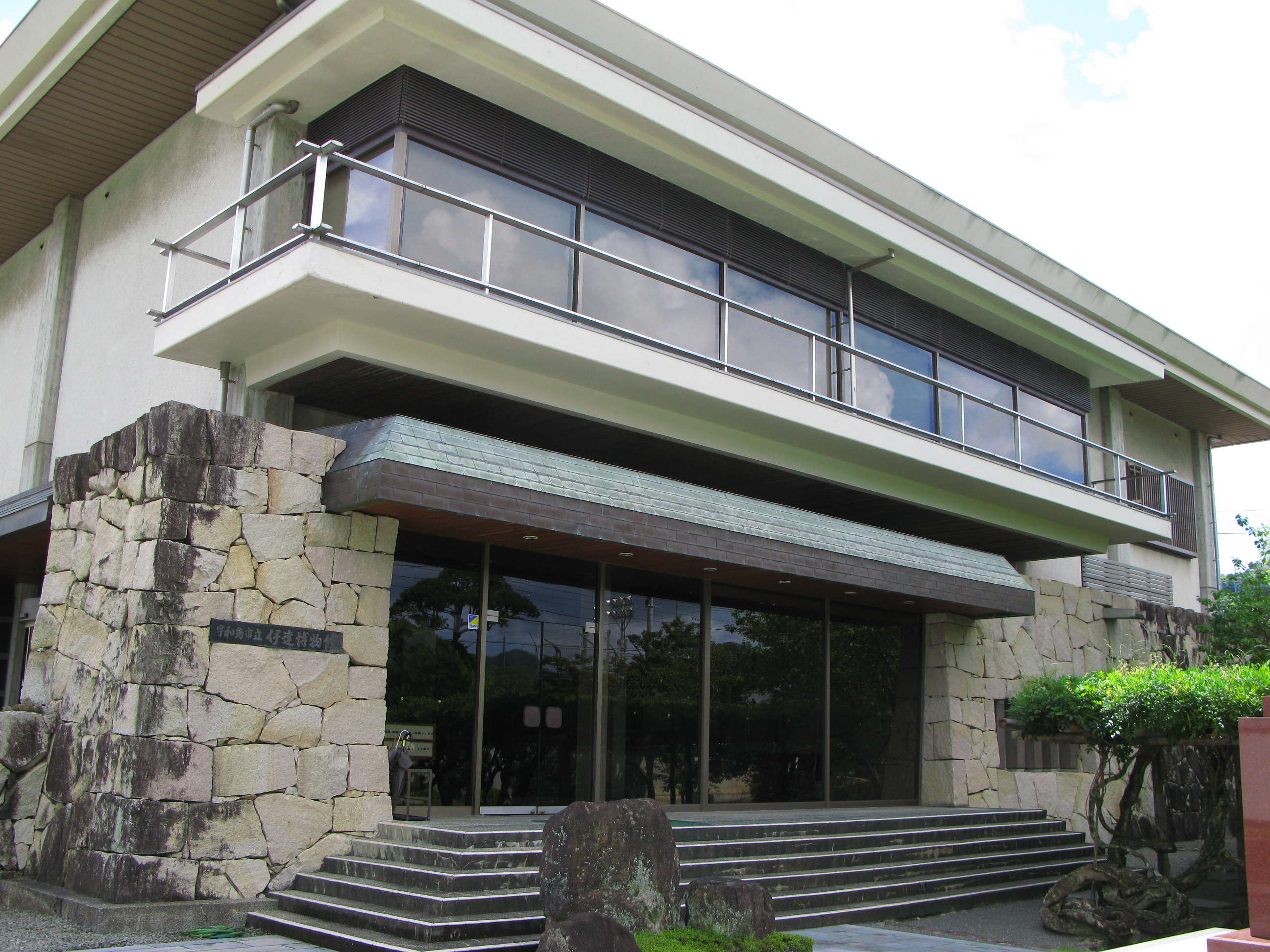
宇和島市立伊達博物館
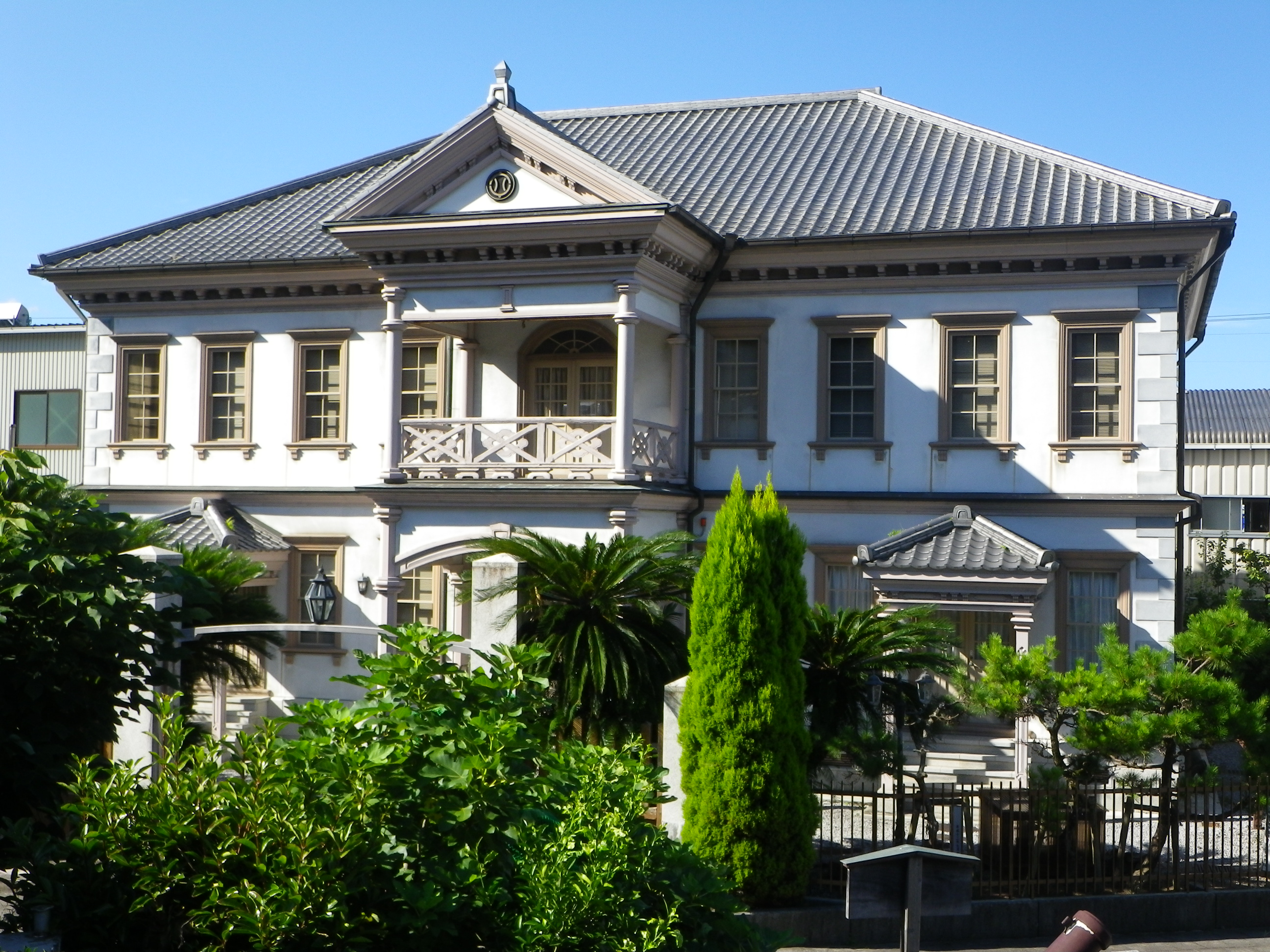
宇和島市立歴史資料館
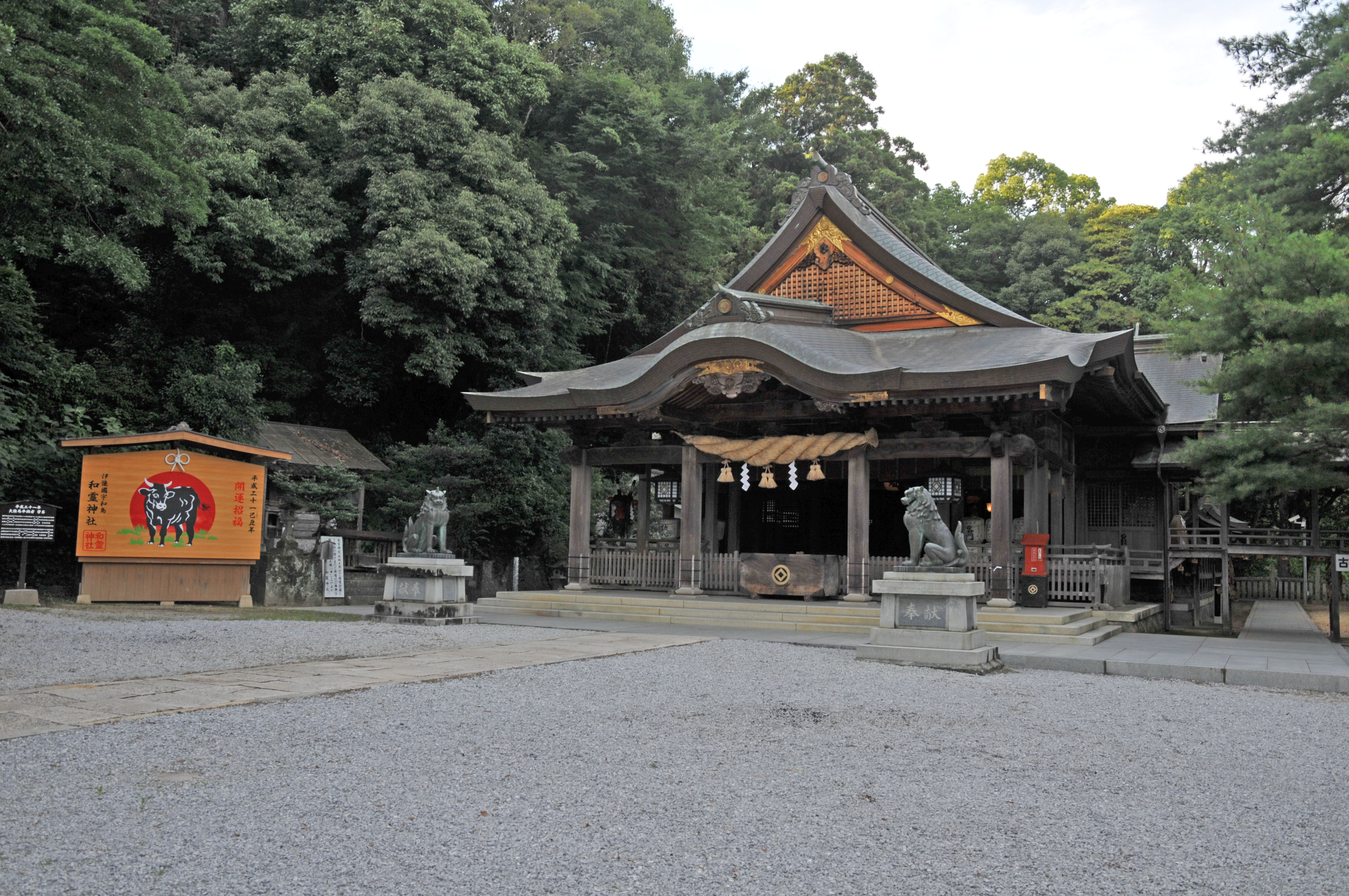
和霊神社
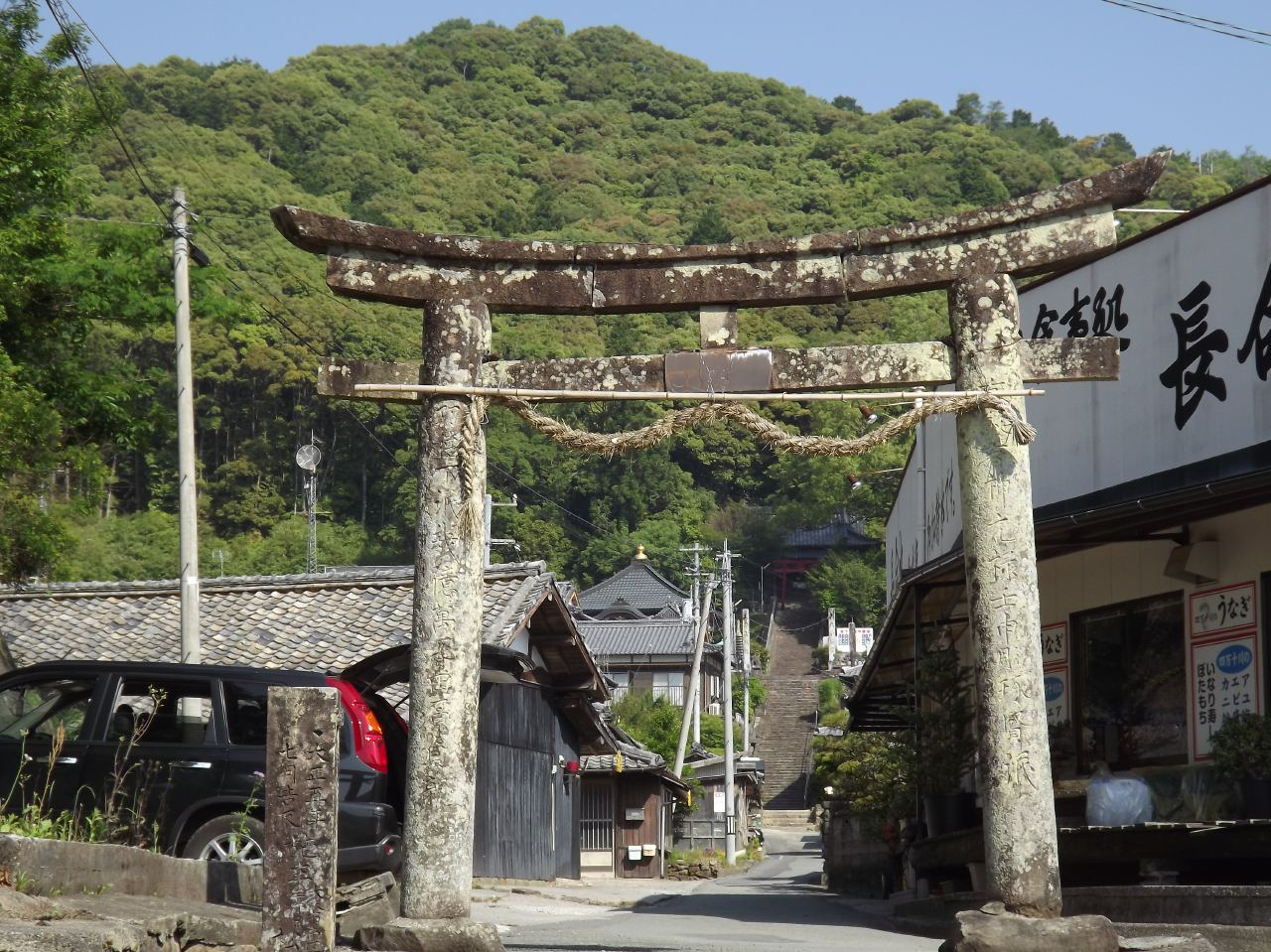
龍光寺
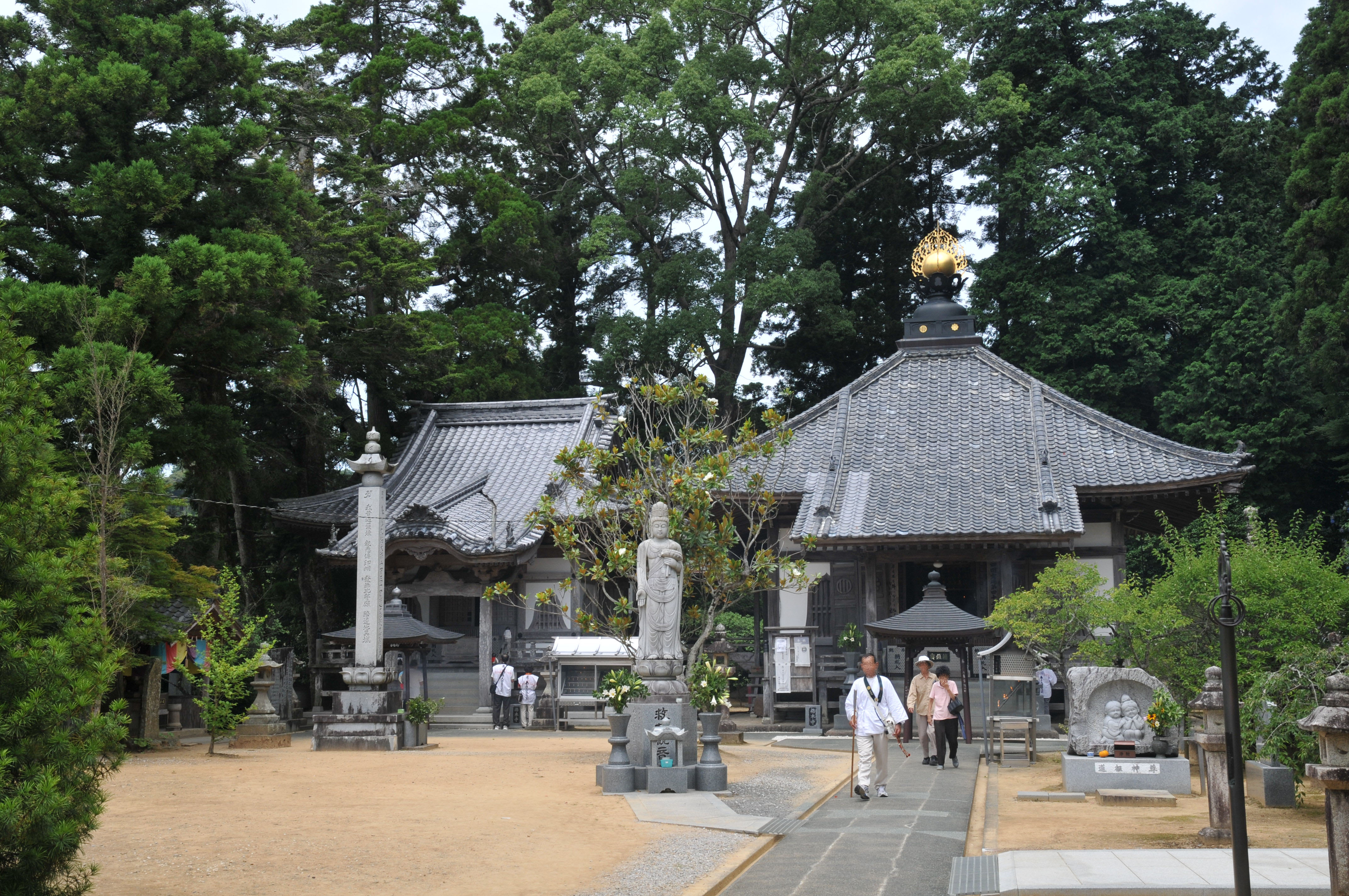
佛木寺
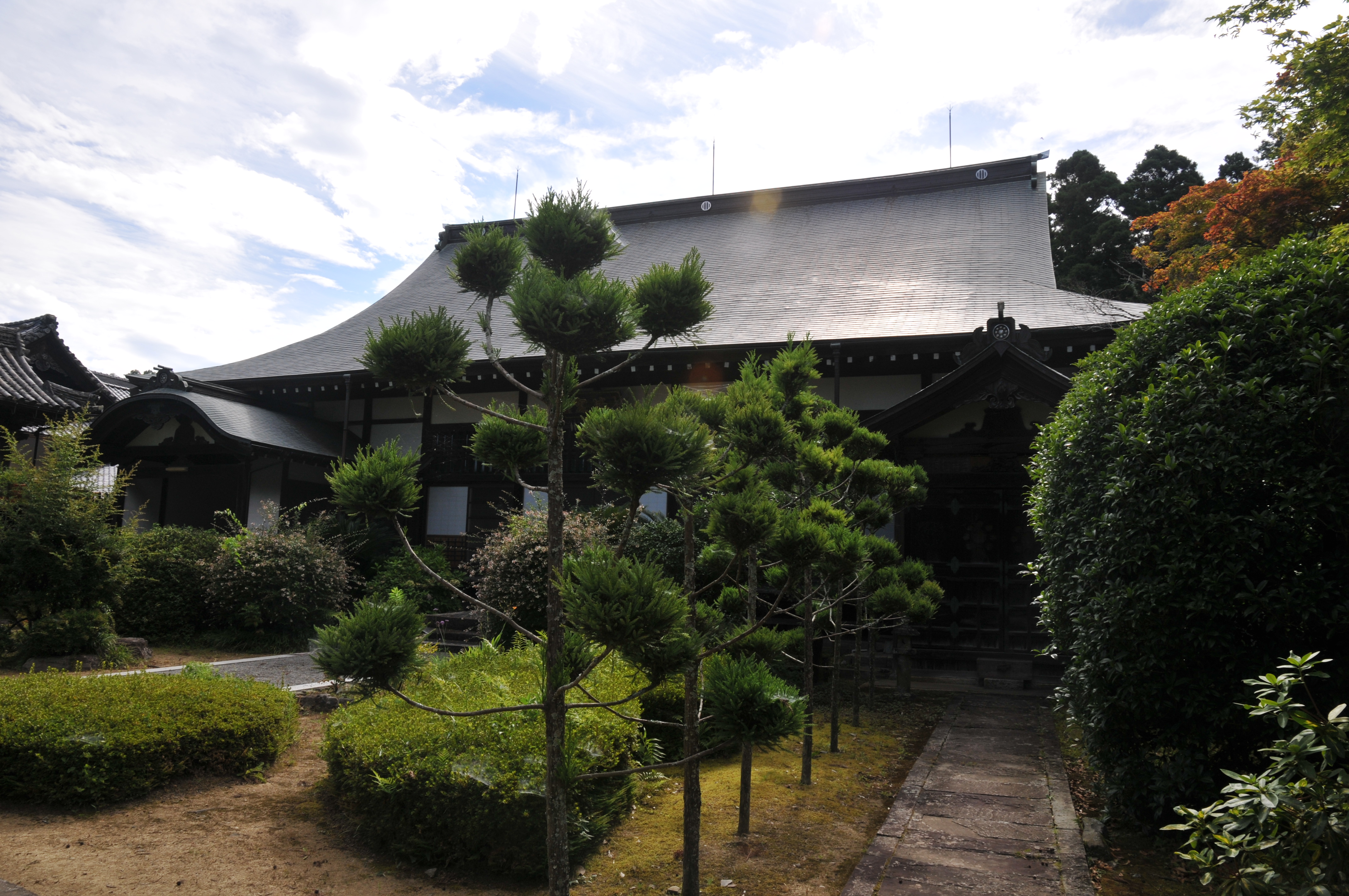
大隆寺
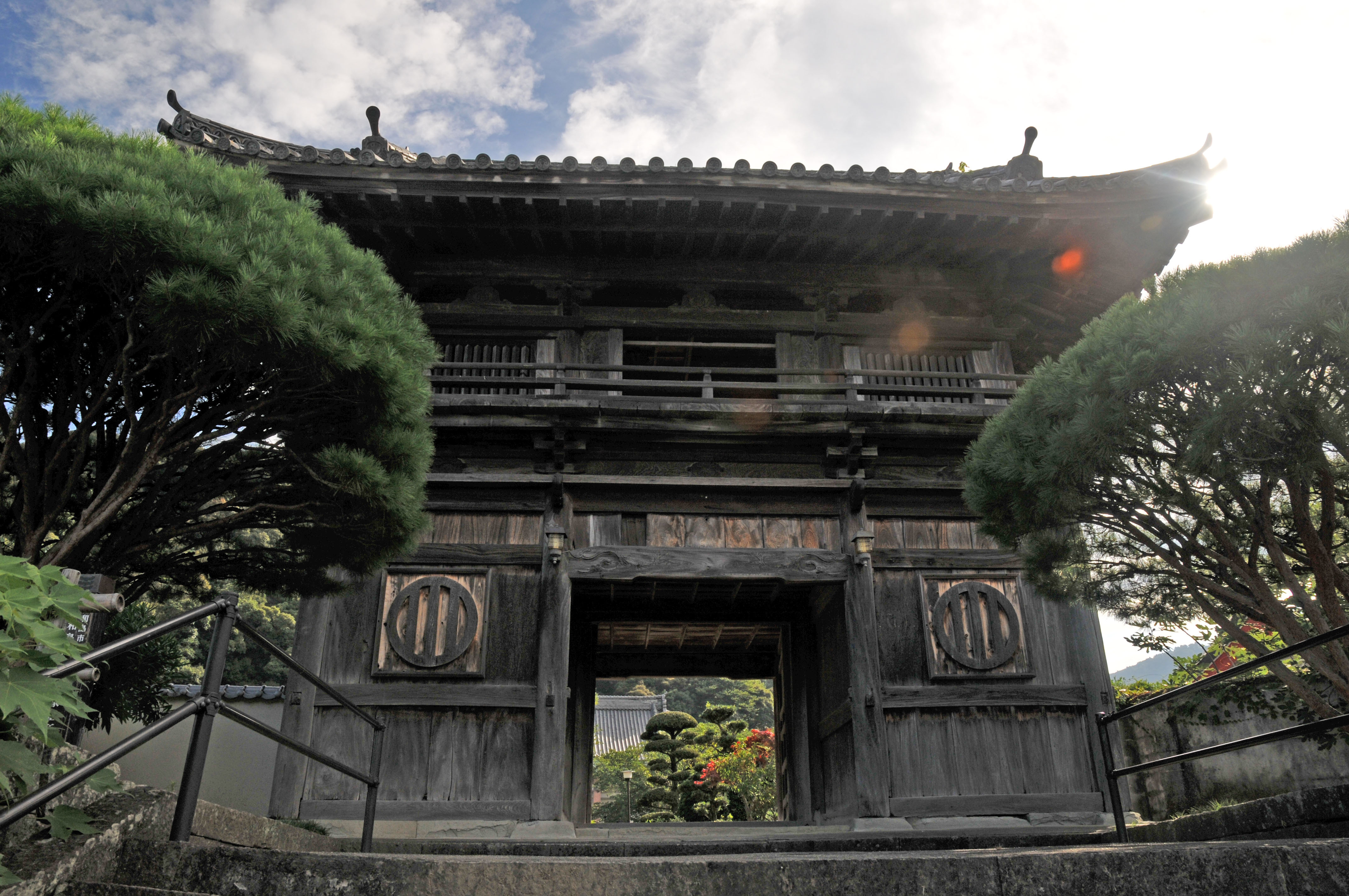
等覚寺
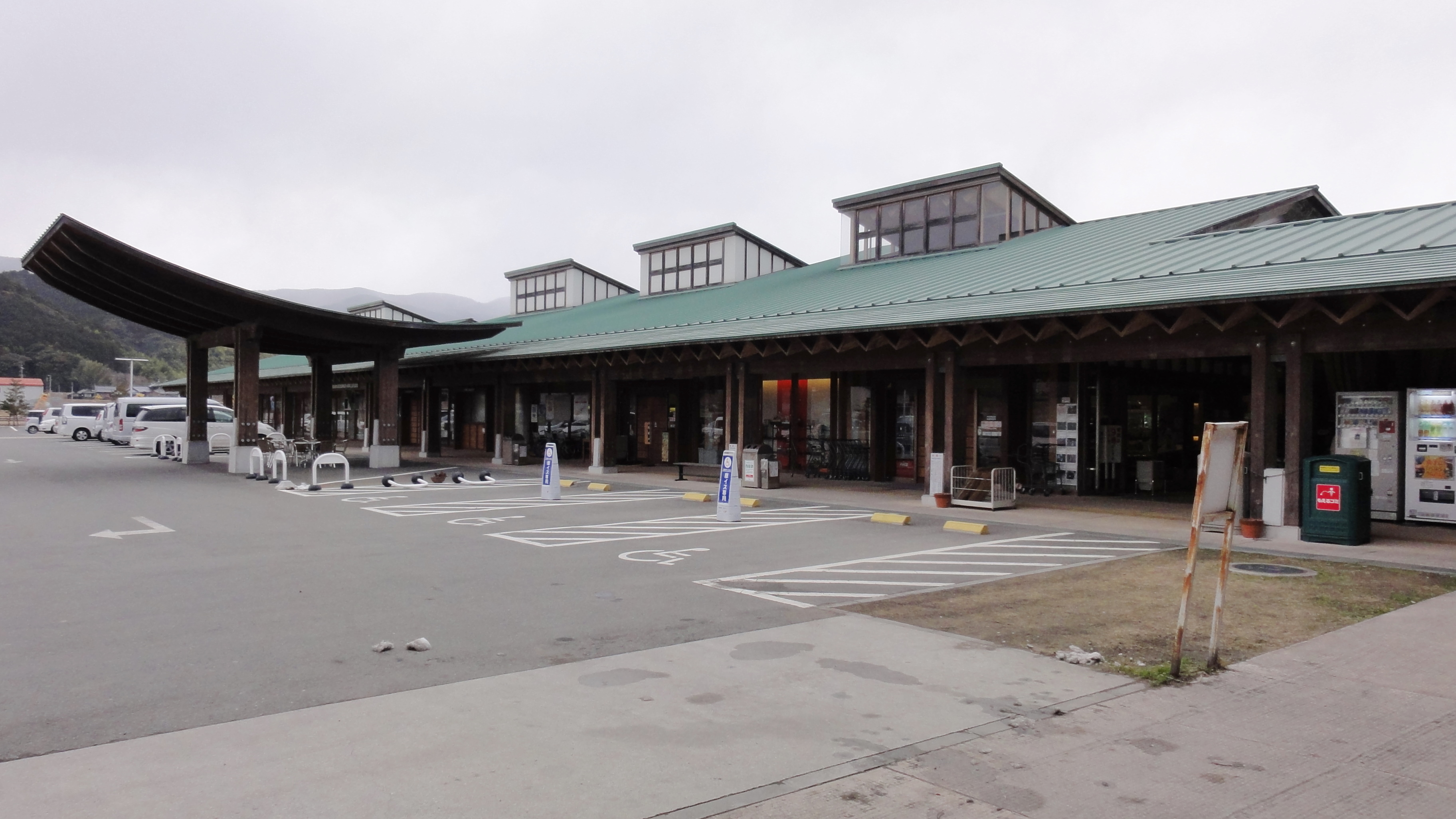
道の駅みま